# Овшлаг
Овшлаг (нім. Owschlag) — громада в Німеччині, розташована в землі Шлезвіг-Гольштейн. Входить до складу району Рендсбург-Екернферде. Складова частина об'єднання громад Гюттенер-Берге.
Площа — 39,32 км2. Населення становить 3685 ос. (станом на 31 грудня 2020).